# 구미 대둔사 건칠아미타여래좌상
구미 대둔사 건칠아미타여래좌상(龜尾 大芚寺 乾漆阿彌陀如來坐像)은 대한민국 경상북도 구미시 대둔사에 있는 고려시대의 불상이다. 대한민국의 보물 제1633호로 지정되었다.

## 특징
대둔사 건칠여래좌상은 정상계주만 이후의 보수일 뿐 원래의 상태가 잘 남아 있는 작품이다.
X-ray 촬영 결과 상호와 불신은 건칠로 제작되고 양손은 나무로 만든 것으로 밝혀졌다. 균형 잡힌 비례와 이중의 대의를 입은 착의법, 감탕기법으로 만들어 붙인 나발, 양 무릎 밑으로 모아진 양쪽의 대의자락 그리고 왼쪽무릎에 늘어진 소매 자락 등에서 고려후기 14세기 불상의 전형적인 특징을 보인다.
더구나 고려시대 건칠여래상은 나주 심향사를 비롯한 전라도 지역에 몇 사례가 있을 뿐인 귀한 재료인 점에서 더욱 중요하다. 13세기의 복잡한 형식에서 점차 단순해져가는 단계에 해당하는 양식을 보이는 작품으로서 건칠이라는 재료적 특성과 1m(105.5cm)가 넘는 대형의 크기 등에서 국가지정문화재로 지정하여 보존하고 보호해야 될 작품으로 판단되고 있다.
비록 이 불상의 제작연대와 조성주체를 정확히 알 수 없지만, 경북지역에서 드물게 확인되는 건칠기법으로 일정한 두께로 완성도 높은 불상을 만들어 낸 점에서나 고려후기 불상에서 조선 초기 불상으로 이어지는 불교조각의 전개과정을 이해하는 데 있어서 중요한 불상으로서 국가지정문화재(보물)로 지정할 가치가 있다고 평가되었다.

## 같이 보기
- 대둔사

## 참고 자료
- 구미 대둔사 건칠아미타여래좌상 - 국가유산청 국가유산포털